# Parisian Love
Pour plus de détails, voir Fiche technique et Distribution.
Parisian Love est un film muet américain réalisé par Louis J. Gasnier, sorti en 1925.
Le film est conservé à l' UCLA Film and Television Archive à Los Angeles.

## Synopsis
Dans les années 1920 à Paris, Marie et Armand sont deux Apaches follement amoureux. Marie convainc son amant et un membre de sa bande surnommé « Knifer »,  de cambrioler la demeure de Pierre Marcel, un riche scientifique.
Le cambriolage tourne au fiasco quand intervient la police. Marie parvient à s'enfuir mais « Knifer » est tué et Armand a été blessé en ayant empêché « Knifer » de poignarder Pierre Marcel. Ce dernier, pour le remercier de lui avoir sauvé la vie le cache des policiers et le soigne. Ayant, de plus, reconnu en Armand un ancien camarade de l'université, il se met dans l'idée d'en faire quelqu'un de respectable. Il le présente à une jeune dame et Armand se laisse séduire.
Marie, persuadée d'avoir perdu à jamais son amant à cause de Pierre Marcel, imagine alors un stratagème pour se venger du scientifique.

## Fiche technique
- Titre original : Parisian Love
- Titre français : Parisian Love
- Réalisation : Louis J. Gasnier
- Scénario : Lois Hutchinson d'après une histoire de F. Oakley Crawford
- Photographie : Allen G. Siegler
- Société de production : B.P. Schulberg Productions, Prefered Pictures
- Pays d'origine : États-Unis
- Format : Noir et blanc - 1,33:1 - Film muet
- Genre : comédie dramatique
- Date de sortie : 1925

## Distribution
- Clara Bow : Marie
- Donald Keith : Armand
- Lillian Leighton : la Frouchard
- J. Gordon Russell : D'Avril
- Hazel Keener : Margot
- Lou Tellegen : Pierre Marcel
- Jean De Briac : « Knifer »
- Otto Matieson : Chef des Apaches
- Alyce Mills : Jean D'Arcy